# Chrysoberyl (cràter)
Chrysoberyl és un cràter sobre la superfície de (2867) Šteins, situat amb el sistema de coordenades planetocèntriques -2 ° de latitud nord i 29.6 ° de longitud est. Fa un diàmetre de 1.55 km. El nom va ser fet oficial per la UAI el nou de maig de 2012 i fa referència al crisoberil, un aluminat de beril, de color groc daurat. La més dura de les pedres després del diamant i el safir.